# Preljub
Preljub lub Jerzy Preljub (serb. Прељуб, grec. Γρηγόριος Πρεάλιμπος lub Πρελούμπος, Grēgorios Prealimbos/Preloumbos; ur. ok. 1312, zm. 1355/1356) – serbski arystokrata, wojewoda, który podbił rządził Tesalią w randze cezara w latach 1348-1356 pod zwierzchnictwem cesarza Stefana Duszana. 

## Życiorys
Preljub pojawia się w źródłach w 1344, biorąc udział w serbskim podboju Macedonii podczas bizantyńskiej wojny domowej (1341-1347). W 1348 na czele posiłków albańskich najechał Tesalię zabijając bizantyńskiego namiestnika Jana Angelosa. Cesarza serbski Stefan Duszan w nagrodę mianował go gubernatorem Tesalii i nadał tytuł cezara. Prejlub zmarł pod koniec 1355 lub na początku 1356 roku. Jego żoną była Irena, córka Stefana Duszana. Ich syn Tomasz Preljubowicz był despotą północnego Epiru w latach 1366–1384. 